# Meta-jogos
Meta-jogo (em inglês: "Metagame"), Hiper-jogo, ou jogo sobre o jogo, é uma abordagem para um jogo que transcende ou opera fora das regras prescritas do jogo, usa fatores externos para afetar o jogo ou vai além dos supostos limites ou ambiente estabelecidos pelo jogo.
Meta-jogo, também pode se referir a um jogo que funciona para criar ou modificar as regras de um sub-jogo. Assim, podemos jogar um meta-jogo no qual selecionamos quais regras serão aplicadas durante o jogo em si.

## Etimologia
A ideia de meta-jogos veio originalmente do campo da teoria dos jogos, com ideias publicadas pela primeira vez no livro "Theory of Games and Economic Behavior", de John von Neumann e Oskar Morgenstern, em 1944, embora o termo em si não tenha sido originalmente usado no livro.
A palavra pode ser encontrada no contexto de jogos de soma zero em uma publicação do Mental Health Research Institute (Instituto de Pesquisa de Saúde Mental de Michigan) de 1956.
Alega-se que o primeiro uso conhecido do termo foi no livro "Paradoxes of Rationality: Theory of Metagames and Political Behavior" (Paradoxos da Racionalidade: Teoria dos Meta-jogos e Comportamento Político), de Nigel Howard, publicado em 1971, onde Howard usou o termo em sua análise do cenário político da Guerra Fria usando uma variação do Dilema do prisioneiro. Porém, Howard usou o termo em "Metagame Analysis in Political Problems" (Análise dos Meta-jogos em Problemas Políticos), publicado em 1966. Em 1967, a palavra apareceu em um estudo de Russell Lincoln Ackoff e no Bulletin of the Operations Research Society of America.
O termo, recentemente, ganhou uso no design de jogos graças à Richard Garfield, o criador de Magic: The Gathering, em um artigo que escreveu para a revista The Duelist, em 1995. Em uma palestra no ano 2000, na Game Developers Conference, Garfield expandiu essa ideia, definindo "meta-jogo" como "a maneira como um jogo interage além de si mesmo" e afirmou que isso pode incluir "o que você traz para um jogo, o que você tira de um jogo, o que acontece entre os jogos e o que acontece durante um jogo". Stephanie Boluk e Patrick Lemieux estenderam e refinaram o termo de Garfield para se aplicar à, possivelmente, todas as formas de jogos e de jogar, argumentando que os videogames em particular não são "jogos", mas sim "equipamentos para fazer meta-jogos".

## Em jogos

### Adaptação a um ambiente de jogo específico
Outro uso relacionado a jogos do termo "meta-jogos" refere-se ao uso das tendências estratégicas atuais dentro de um jogo. Esse uso é comum em jogos que possuem grandes sistemas de jogo organizados ou circuitos de torneios e que apresentam baralhos personalizados, conjuntos de miniaturas ou outras peças de jogo para cada jogador. Alguns exemplos desse tipo de ambiente são cenas de torneios de jogos, de mesa ou computador, de coleção de cartas, como Magic: The Gathering, Gwent: The Witcher Card Game ou Hearthstone, jogos de mesa de guerra como Warhammer 40.000 e Flames of War, ou jogos online multijogador baseados em equipe, como Star Conflict, Dota 2, League of Legends e Team Fortress 2. Em alguns jogos, como Heroes of the Storm, cada campo de batalha tem um meta-jogo diferente.
O meta-jogo nesses ambientes é frequentemente afetado por novos elementos adicionados pelos desenvolvedores e publicadoras do jogo, como novas expansões de cartas em jogos de cartas ou ajustes nas habilidades dos personagens em jogos online. O meta-jogo também pode surgir nas comunidades de jogadores como reações para vencer as estratégias atualmente populares, criando fluxos e refluxos de tipos de estratégia ao longo do tempo.

### Jogos de computador
Recentemente, o termo meta-jogo passou a ser usado por alguns jogadores para descrever uma metodologia emergente que é um subconjunto da estratégia básica necessária para jogar em alto nível.  As definições deste termo são variadas, mas podem incluir teoria "pré-jogo", previsão de comportamento, ou "estratégia específica", dependendo do jogo que está sendo jogado. Um exemplo disso seria em StarCraft, onde as partidas anteriores de um jogador com o mesmo oponente deram a ele um entendimento do estilo de jogo daquele jogador e pode levá-lo a tomar certas decisões que, em outros contextos, pareceriam inferiores.

### Jogos de RPG
Em jogos de RPG, meta-jogo é um termo frequentemente usado para descrever o uso que os jogadores fazem de coisas que são assumidas como características do jogo. Em particular, o meta-jogo geralmente se refere a ter um personagem no jogo agindo com base no conhecimento ao qual o jogador tem acesso, mas que o personagem não tem. Por exemplo, enganar Medusa para que ela olhe para um espelho, quando o personagem nunca ouviu falar de Medusa e não estaria ciente de seu olhar petrificante.
Por exemplo, um jogador pode ajustar as ações de seu personagem se o jogador tiver algum conhecimento prévio das intenções de longo prazo do mestre de jogo, ou, mais comumente, a tendência do mestre de ter (ou não ter) piedade dos jogadores cujos personagens fazem coisas que os fariam falhar em seus objetivos. Um jogador mudando a forma como joga o jogo com base em seu conhecimento do mestre seria meta-jogo.

## Exemplos
- Um conjunto especial de movimentos no xadrez pode permitir que um jogador vença em quatro movimentos. O competidor A, tem assistido o competidor B jogar xadrez e, nos últimos cinco jogos consecutivos, o competidor B tentou usar essa estratégia. Quando o Competidor A se senta para jogar contra o Competidor B, o Competidor A estará usando um meta-jogo se jogar de uma forma que lhe dê uma vantagem se o Competidor B repetir o que fez anteriormente.
- Em jogos de computador modernos, particularmente em jogos casuais, de celular e para tablets, as conquistas fora do jogo que oferecem bônus dentro do jogo são consideradas elementos de meta-jogo, pois são jogos fora do jogo real. Também conhecido como sistemas de recompensa, jogos de conquistas, jogos de realidade aumentada e gamificação.[10][11]
- Qualquer jogo com uma equipe de espectadores que não participa do jogo pode estar sujeito a meta-jogos. Se um espectador revelasse informações a um time ou indivíduo que não poderia te-la obtido de outra forma, isso seria um meta-jogo.
- Em jogos populares de cartas colecionáveis, como Magic: The Gathering, Pokémon Trading Card Game ou Yu-Gi-Oh! Trading Card Game, os jogadores competem com baralhos que criaram com antecedência e o "meta-jogo" consiste nos tipos de baralho que são populares e que se espera que apareçam em grande número em um torneio. O conhecimento das tendências do meta-jogo pode dar aos jogadores uma vantagem contra outros participantes, tanto enquanto eles estão jogando, reconhecendo rapidamente que tipo de baralho os oponentes têm e adivinhando suas prováveis cartas ou movimentos, quanto durante o processo de construção do baralho, selecionando cartas que se saem bem contra tipos de deck populares à custa de desempenho contra os mais raros. Outro exemplo de meta-jogo seria blefar para que os oponentes esperem cartas que você não tem, ou surpreender a competição com novos decks para os quais eles podem não estar preparados. O mercado secundário de cartas é fortemente influenciado pelas tendências do meta-jogo: as cartas se tornam mais valiosas quando são populares, muitas vezes ao ponto da escassez.[12]
- Em jogos de luta, o meta-jogo pode ocorrer na tela de seleção de personagens. O personagem oponente tem vários pontos fortes que podem ser evitados e pontos fracos que podem ser explorados mais facilmente, dependendo do personagem que você escolher, desde que você esteja ciente desses pontos fortes e fracos (chamados de "match up"). Em um exemplo básico, um personagem com um ataque à distância tem uma vantagem sobre um personagem que deve estar perto do oponente para ser eficaz. O meta-jogo do match up é muito importante em torneios. Nos jogos de luta recentes, a seleção às cegas foi implementada para os modos online. Isso faz com que nenhum jogador possa ver qual personagem o outro jogador escolheu. Nos torneios, os jogadores têm a opção de optar por uma seleção às cegas, onde dizem a um juiz em segredo o personagem que pretendem selecionar na partida, tornando obrigatória a escolha do personagem. Uma tendência mais recente é permitir a seleção de vários personagens ao mesmo tempo, entre os quais o jogador pode alternar durante a partida, tornando a escolha de match ups excessivamente difícil e praticamente impossível.
- Em jogos de ação de simulação espacial como Star Conflict, Elite: Dangerous e Star Citizen, o meta-jogo ocorre na seleção da classe da nave, armas, escudos e módulos ativos da nave em relação ao modo de jogo ou ao tipo de cooperação em equipe. O meta-jogo no modo jogador contra jogador (PvP) cria builds de naves e mecânicas de equipe considerando as armas com maior dano, as maneiras de fuga disponíveis para as naves, a duração dos efeitos de controle, etc. A abreviação meta pode, por exemplo, ser uma gíria de gamers que se refere à, o que funciona no nível competitivo mais alto e qual é o principal tipo de nave ou estratégia.
- Muitos Problemas lógicos(quebra-cabeças) permitem um análogo de meta-jogo. Por convenção, os problemas lógicos só são considerados bem construídos se tiverem uma única solução. Ao resolver um quebra-cabeça, pode-se notar que, se um determinado símbolo fosse colocado em um quadrado, haveria várias maneiras de completar outra parte do quebra-cabeça e nenhuma informação extra poderia decidir entre elas. A exclusão desse símbolo, nesses casos, poderia ser classificada como meta-jogo se a existência de uma única solução for meramente uma convenção e não uma regra.
- No jogo de cartas cooperativo Hanabi, praticamente toda a estratégia depende do meta-jogo, como a convenção generalizada de que os jogadores descartam cartas de um lado fixo de sua mão e adicionam novas cartas do lado oposto. O meta-jogo pode ter vários níveis de profundidade. Por exemplo, pode-se indicar que uma carta que acabou de ser adicionada a uma mão é um 3-Branco jogável, usando a pista de que há um 4-Branco na mão de um jogador diferente (isso é conhecido como "finesse"). Mas se um jogador está ciente de que todos os jogadores estão familiarizados com finesse, eles podem simplesmente fingir um finesse para fazer outra carta ser jogada: talvez não fosse um 3-Branco, mas, sim, alguma outra carta que também era jogável.
- Em jogos multijogador repetidos e competitivos nos quais os jogadores podem formar equipes para obter uma vantagem, os jogadores que traem seus aliados com muita frequência podem ser vistos como malconfiáveis, dificultando a formação de parcerias em jogos subsequentes.[13]
- Nigel Howard define meta-jogo como um processo de tomada de decisão que deriva da análise de possíveis resultados que dependem de variáveis externas que alteram um problema.[14][15]